# Shuto Okaniwa
Shuto Okaniwa (岡庭 愁人 Okaniwa Shūto?, Saitama, 16 de septiembre de 1999) es un futbolista japonés que juega como defensa en el Renofa Yamaguchi F. C. de la J2 League.

## Trayectoria

### Clubes
| Club                            | País  | Año       |
| ------------------------------- | ----- | --------- |
| F. C. Tokyo sub-23              | Japón | 2016-2017 |
| F. C. Tokyo                     | Japón | 2021-     |
| Omiya Ardija (cedido)           | Japón | 2022-2023 |
| JEF United Chiba (cedido)       | Japón | 2024      |
| Renofa Yamaguchi F. C. (cedido) | Japón | 2025-     |